# 김영인 (1971년)
김영인(1971년 9월 22일 ~ )은 대한민국의 배우이다.

## 출연 작품

### 영화
- 1988년 스파크맨 - 누리역

### 드라마
- 1988년 KBS 드라마 초대석 - 제 23화 시인과 촌장 - 벙어리 소녀 역
- 1988년~1989년 KBS 2TV 하늘아 하늘아 - 정순왕후 역
- 1989년~1990년 당추동 사람들 - 희영
- 1991년 3일의 약속

### 광고
- 피어리스 진스
- 피어리스 진스 후레쉬 쿨
- 존슨즈 베이비 로숀
- 삼성항공 카메라 SF-250
- 금성 오디오 테이프
- 삼성시계 카파 벽 탁상시계
- 매일유업 피크닉 (feat 김민종)
- 해태아이스크림 앙꼬르 (feat 우희진)
- 해태아이스크림 팽키베리 (feat 우희진, 이용식)
- 해태제과 파인쥬시껌 (feat 우희진, 심혜진)
- 팬시스토아전문점 - 우리들 (feat 우희진)
- 해태제과 파시통통 (feat 정명재)
- LG화학 - 럭키 후라민트 치약 (feat 선우재덕)
- LG화학 - 럭키 우유비누
- 남양유업 (feat 최불암)